# Bielorussia
La Bielorussia (in bielorusso Беларусь?, Bielaruś; in russo Беларусь?, Belarus'), formalmente Repubblica di Belarus (in bielorusso Рэспубліка Беларусь?, Respublika Bélaruś; in russo Республика Беларусь?, Respublika Belarus'), in passato chiamata anche Russia Bianca, è uno Stato che si trova nell'Europa orientale. Confina a ovest con Polonia e Lituania, a est con la Russia, a sud con l'Ucraina e a nord con la Lettonia; è uno Stato senza sbocco al mare con corsi d'acqua navigabili.
La Bielorussia è una repubblica presidenziale, con presidente Aljaksandr Lukašėnka.
Le lingue ufficiali sono il bielorusso e il russo dal 1995. È l'unico Paese in Europa nel quale è ancora in vigore la pena di morte.

## Etimologia
Varie sono le ipotesi sull'origine del nome, nessuna tuttavia confermata da prove certe. Una si basa sul fatto che l'etnia bielorussa si è formata dalle interazioni tra etnie slave e baltiche. Nelle lingue del ceppo baltico, la radice "balt-" significa "bianco": "mar Baltico", Balta jura in lituano, significa letteralmente "mar bianco". Quindi "Balta Rusija" potrebbe essere stata un'originale autodenominazione, oppure una successiva denominazione derivata dalla "Russia". Altre la fanno derivare dal colore predominante degli abiti tradizionali in lino grezzo o da quello dei capelli. Un'altra teoria fa risalire l'etimologia del termine "Belarus'" a una corrispondenza, tipica dei toponimi di origine slava, tra i colori e i punti cardinali: secondo quest'ipotesi il colore bianco sarebbe stato associato dagli antichi slavi all'Ovest, per cui la Belarus' non sarebbe altro che la "Rus' occidentale". A supporto di questa teoria si adduce l'etimologia del toponimo Belgrado, in serbo Beograd, cioè "città bianca", ovvero "città dell'Ovest". Esempi simili di nomi "colorati" nelle etnie slave sono i serbi bianchi e i croati bianchi.

## Storia

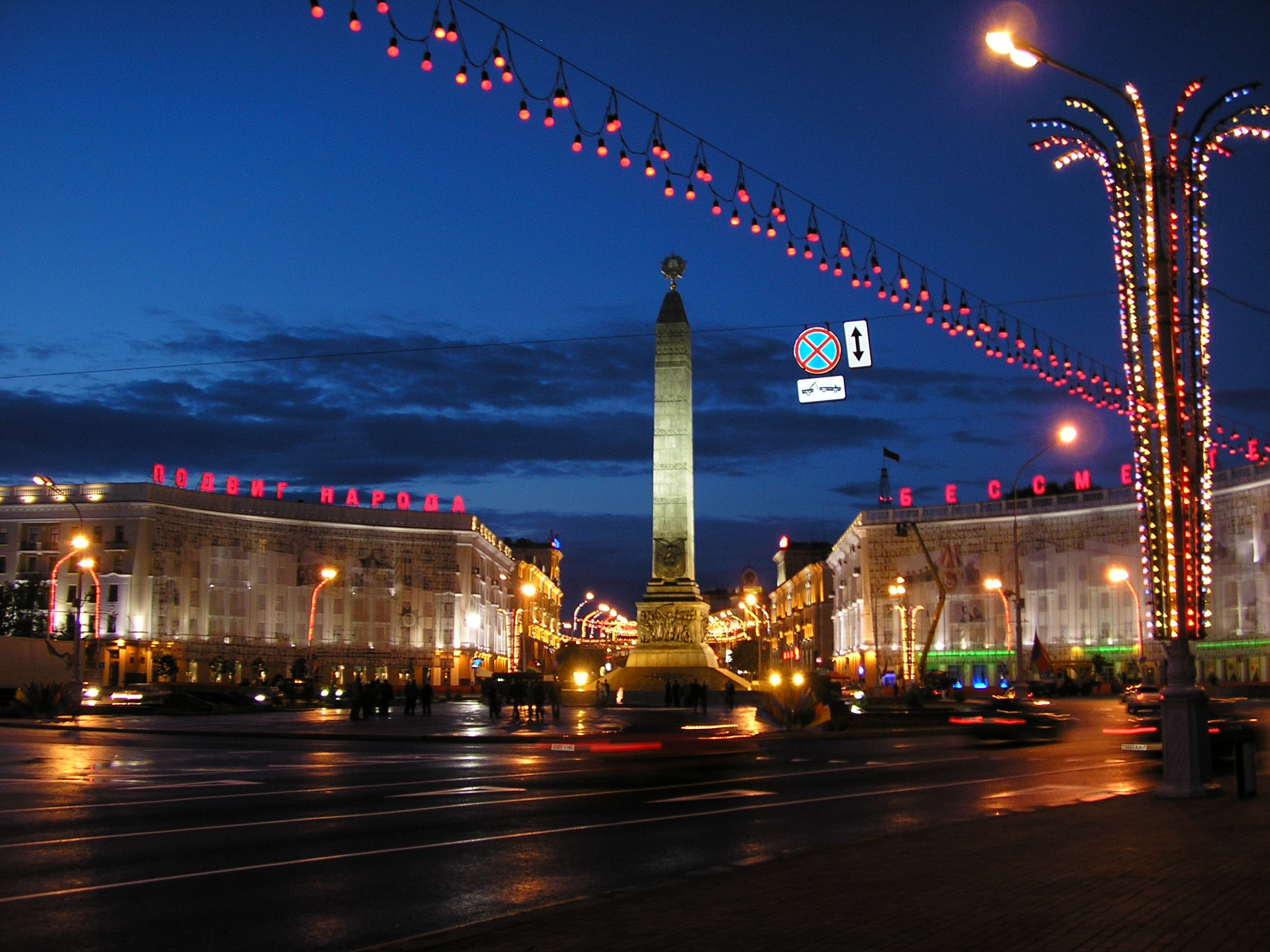
Piazza della Vittoria a Minsk

Le prime tracce di presenza umana risalgono al paleolitico (100 000-40 000 anni fa). I primi insediamenti compaiono 27 000-24 000 anni fa. Fra il VII e IX secolo il territorio è abitato dalle popolazioni baltiche dei Dregovici, Kriviči e Radimici. Le prime entità a carattere statale sono i principati di Polack, di Turov e di Smolensk. Le prime testimonianze scritte riguardo a Polack sono datate all'862 e il primo principe a essere menzionato è Rogvolod. Il principato di Polack raggiunge la massima potenza nell'XI secolo, sotto il governo di Vceslav Čarodej, detto "Il Mago". Con il diffondersi del feudalesimo, i principati di Polack e Turov si dividono in entità di minori dimensioni.
Alla fine del X secolo inizia a diffondersi il Cristianesimo secondo il rito bizantino. Ciò favorisce lo sviluppo della cultura, la comparsa della pittura e della letteratura. All'inizio del XIII secolo comincia a formarsi la lingua bielorussa. Nel XIII secolo i territori della Bielorussia, insieme con una parte di quelli dell'odierna Lituania, formano il Granducato di Lituania, con capitale Kernavė; nel 1323 la capitale viene trasferita a Vilnius. Il granducato raggiunge il culmine della propria potenza sotto il governo di Vitoldo.

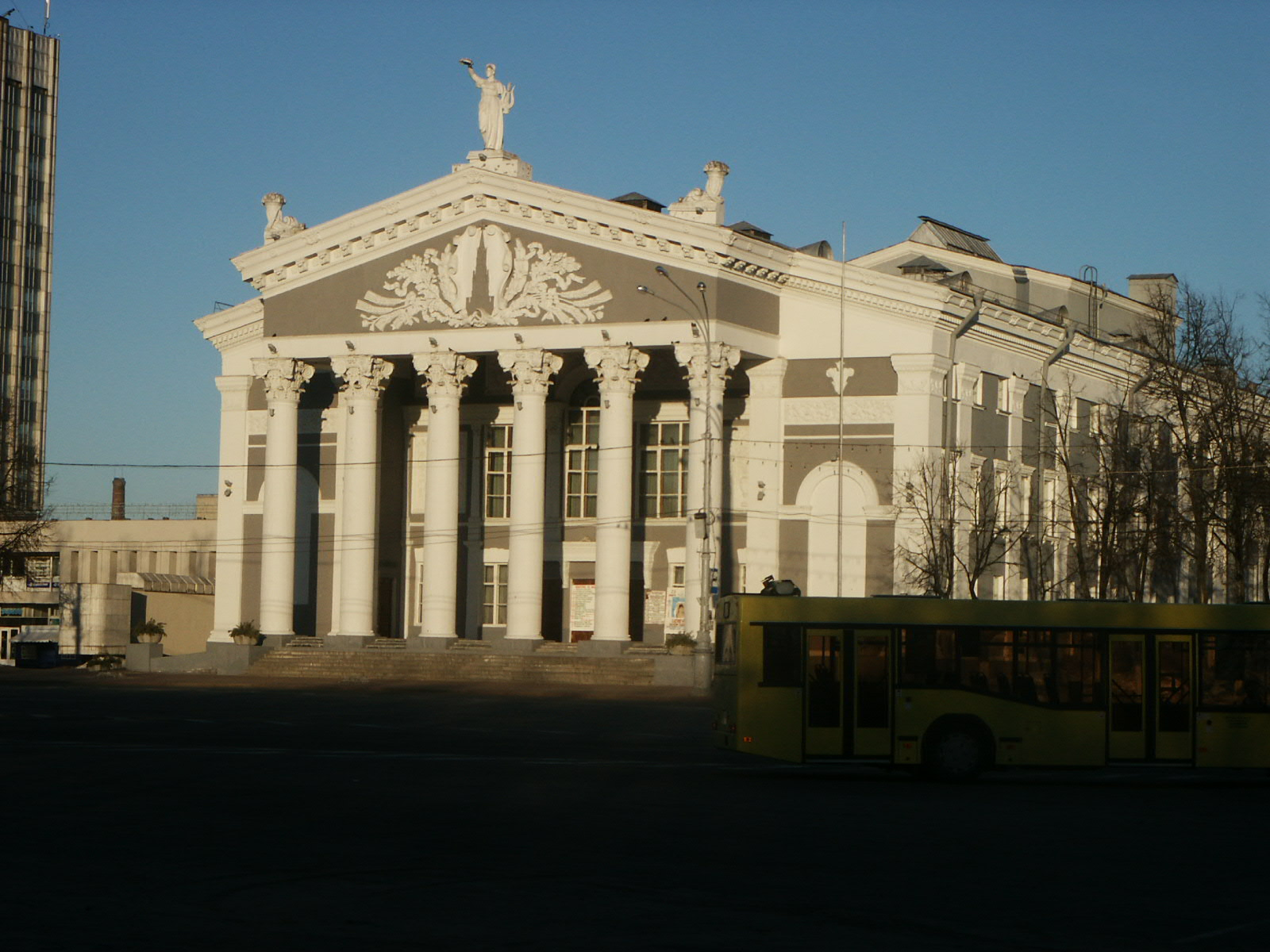
Teatro Regionale di Homel'

I confini dello Stato si estendevano dal Mar Baltico fino al Mar Nero. Grande importanza per il consolidamento dello Stato ebbe la vittoria in alleanza con la Polonia nella battaglia di Grunwald (1410) contro l'Ordine teutonico. Nel XVI secolo venne stabilizzata la struttura statale con gli statuti del 1529, 1566 e 1588. Lo Stato era governato dal gran principe e dalla nobiltà feudale. La lingua ufficiale era l'antico bielorusso. Fra il 1558 e il 1583 entra in conflitto con il principato di Mosca. Le pesanti sconfitte, quali la caduta della città di Polack nelle mani delle truppe dello zar Ivan il Terribile e il dimezzamento della popolazione bielorussa portano nel 1569 all'unione con il regno di Polonia in un unico Stato federale.
Il granducato mantiene la propria autonomia e, grazie all'unione, sconfigge il principato di Mosca conquistando la regione Baltica di Livonia. Nel 1596, con l'Unione di Brest, si giunge a un compromesso anche sul piano religioso e nasce la Chiesa Greco Cattolica: i cristiani bielorussi del Granducato di Lituania riconoscono i dogmi e l'autorità papale, ma conservano il rito bizantino. Nel XVII secolo, approfittando dei contrasti dovuti alla riforma protestante, alla crisi economica e alla guerra antifeudale, la Russia si impadronisce di gran parte della Bielorussia. Ne conseguono un grande regresso economico e un notevole calo demografico.

Evoluzione della Polonia e della Bielorussia dal 1635 a oggi

Fra il 1700 e il 1721 la Bielorussia è il teatro del conflitto tra Russia e Svezia, che provocò un'ulteriore crisi economica, superata solo nella seconda metà del secolo. In questo periodo lo Stato nato dall'unione del Regno di Polonia e del Granducato di Lituania viene diviso tra Russia, Prussia e Austria.

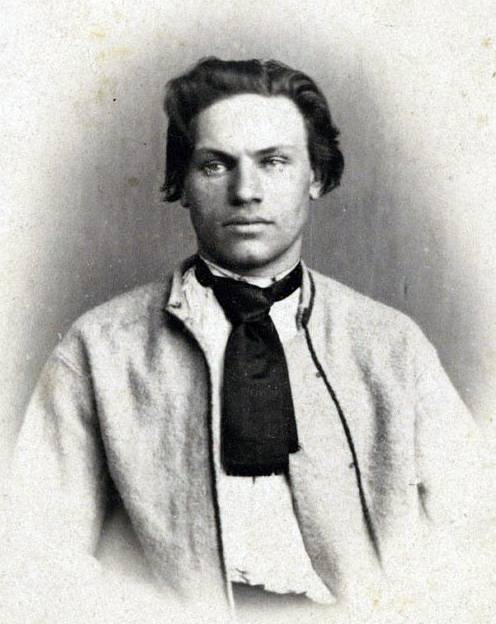
Konstanty Kalinowski.

La Bielorussia è anche uno dei principali campi di battaglia della campagna russa di Napoleone, e nel suo territorio si svolge la battaglia della Beresina. Nel 1831 scoppia una rivolta patriottica per la liberazione dall'impero russo, rivolta che viene sedata con il conseguente indebolimento dei cattolici e della nobiltà che l'avevano fomentata. Nel 1839 viene proibita la Chiesa Greco Cattolica. Nel 1861 viene abolita la servitù della gleba. In Polonia, Bielorussia-Lituania e Lettonia scoppia la Rivolta di gennaio per la liberazione dallo zarismo, anche questa fallita. L'obiettivo era quello di ricreare la precedente Confederazione polacco-lituana. Lo sviluppo del movimento democratico porta alla creazione, nel 1903, del primo partito politico nazionale e alla rinascita della cultura bielorussa. Con l'entrata della Russia nella prima guerra mondiale, il territorio bielorusso diviene nuovamente teatro di cruenti eventi bellici. Dal 1915 al 1918 le truppe tedesche occupano parte della Bielorussia e, a marzo del 1918, l'intero territorio.
Il 25 marzo 1918 i rappresentanti del movimento nazionale proclamano la creazione della Repubblica Popolare Bielorussa (Беларуская Народная Рэспубліка), che viene riconosciuta dalla Lituania e dall'Ucraina, dalla Polonia e dalla Germania. Missioni diplomatiche vengono inviate in Svizzera, Danimarca e Stati Uniti. Con l'avanzata dell'Armata Rossa e il ritiro delle truppe tedesche il governo della Repubblica Popolare Bielorussa è costretto all'esilio. Nel 1919 viene proclamata la Repubblica Socialista Sovietica Bielorussa, la RSSB. Questo porta alla perdita di vari territori abitati da popolazioni di etnia bielorussa, che vengono assegnati in parte alla Polonia (Bialostok), alla Russia (Smolensk) e alla Lituania (Vilnius).
Nel 1921, con la Pace di Riga, i territori occidentali della Bielorussia passano alla Polonia. Nel 1922 i territori orientali vengono occupati dalle guardie rosse. Nasce così la Repubblica Socialista Sovietica Bielorussa, che entra a fare parte dell'URSS. Nel 1939, a seguito del patto fra la Germania nazista e l'URSS, quest'ultima invade da est la Polonia, che viene sconfitta in poche settimane. I territori occidentali della Bielorussia tornano a far parte della Repubblica Socialista Sovietica Bielorussa.
Nel 1937 i servizi speciali sovietici distrussero il 90% dell'élite intellettuale bielorussa di allora (artisti, scrittori, registi).
Nel 1941 la Bielorussia viene occupata dalle truppe tedesche, che iniziano l'invasione da Brėst, dove le milizie sovietiche resistono a lungo valorosamente, nonostante l'inferiorità numerica.
Nel 1943 le autorità tedesche, per migliorare l'assoggettamento del territorio bielorusso, istituiscono uno stato fantoccio filofascista, denominato Consiglio Centrale Bielorusso, che viene inserito nel Reichskommissariat Ostland.
In questo contesto nasce il movimento di lotta partigiana, che coinvolge più di 400 000 cittadini. A luglio del 1944, insieme ai partigiani bielorussi, le truppe sovietiche scacciano definitivamente i nazisti e l'intera Bielorussia viene liberata e riannessa all'URSS. Durante il conflitto vengono rase al suolo dai nazisti tutte le città di media grandezza, un numero considerevole di villaggi rurali viene bruciato insieme agli abitanti; muore un terzo della popolazione e tutte le industrie vengono distrutte. Minsk, la capitale, viene distrutta per la diciottesima volta in meno di mille anni.
Nel 1986, a causa dell'incidente alla centrale nucleare di Černobyl', le regioni (voblasci) di Homel', Mahilëŭ e parte di quelle di Brėst, Minsk e Hrodna vengono contaminate dalle radiazioni.
La Bielorussia si proclama indipendente dall'URSS il 27 luglio 1990 e l'indipendenza viene riconosciuta il 25 agosto 1991. La Bielorussia è uno degli stati membri fondatori della CSI, la cui sede amministrativa si trova tuttora a Minsk, adesione ratificata il 10 dicembre 1991. Il 15 marzo 1994 viene approvata la nuova costituzione. Il 10 luglio 1994 Aljaksandr Lukašėnka viene eletto primo presidente della repubblica. Lukašėnka rifiuta le indicazioni del Fondo Monetario Internazionale e mantiene gran parte degli apparati pubblici esistenti, differenziando la politica economica bielorussa da quella adottata da quasi la totalità delle ex repubbliche sovietiche. La Bielorussia è l'unica repubblica ex-sovietica ad avere il servizio segreto denominato ancora KGB.
Nel 1996 viene fondata l'Unione Russia-Bielorussia, entità sovranazionale che riavvicina i due Paesi.
Nel 2011, a seguito di una grave crisi economica attribuita al controllo centralizzato dell'economia attuato dal presidente Aljaksandr Lukašėnka, il tasso di inflazione raggiunge il 108,7%, dando impulso al mercato nero delle valute. Nello stesso anno la capitale Minsk viene colpita da un attentato che provoca 15 morti e 204 feriti.
La legittimità delle elezioni presidenziali del 2020, che hanno visto la rielezione di Lukašėnka, è stata contestata dalle opposizioni. Gli scontri tra le autorità e i manifestanti ha generato un progressivo espandersi delle proteste di piazza che sono culminate nel mese di novembre (rivoluzione delle ciabatte). L'Unione Europea ha condannato la repressione ed elevato sanzioni contro il governo bielorusso.
Nell'autunno del 2021 il governo bielorusso ha usato la pressione migratoria come arma contro l'Unione Europea, spingendo contro il proprio confine con la Polonia un gran numero di profughi di origine mediorientale.
Durante l'intervento militare russo in Ucraina iniziata a febbraio del 2022 la Bielorussia ha consentito alle forze armate russe di attraversare il suo territorio per invadere le regioni settentrionali ucraine.

## Geografia

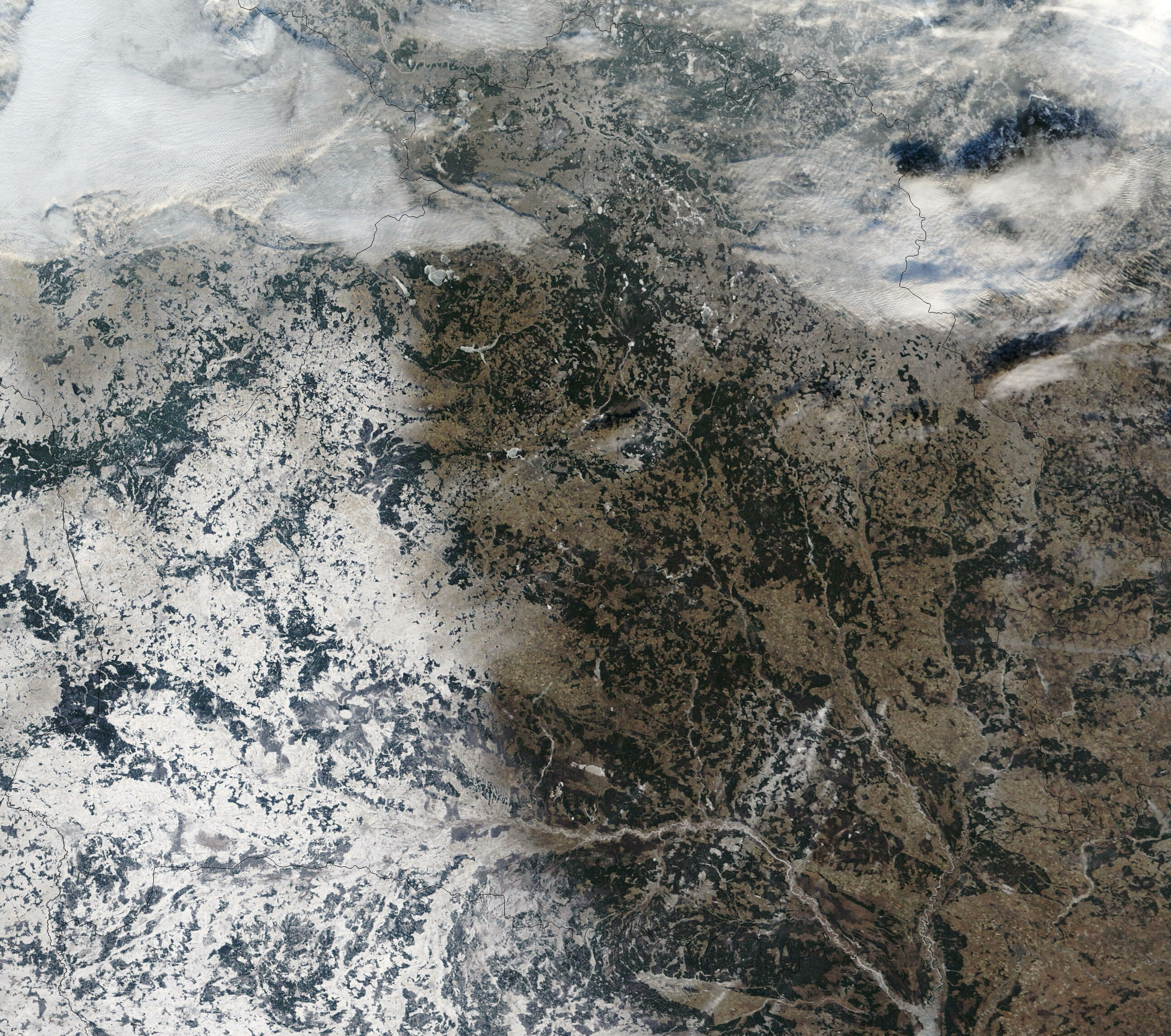
La Bielorussia da satellite (dicembre 2002)

La Bielorussia si trova nell'Europa orientale. Ha una superficie di 207 600 km²; non ha sbocco al mare, ma ha 11 000 laghi. Viene attraversata da quattro fiumi principali: il Nëman, il Pryp"jat', il Dnepr (che si dirige verso l'Ucraina per sfociare nel Mar Nero) e la Dvina occidentale (che attraversa le regioni settentrionali del Paese). La Bielorussia è relativamente pianeggiante e ricca di paludi. Il più grande territorio paludoso è la Polesia.
Il suo punto più alto è il monte Dzeržinskij, con 345 m, mentre il punto più basso è sul fiume Nëman, a 90 m.
Le risorse naturali della Bielorussia sono foreste, depositi di torba, piccole quantità di petrolio e gas naturale, granito, pietra calcarea dolomitica, marna, gesso, sabbia, ghiaia e argilla.
Il territorio settentrionale fa parte della regione biogeografica boreale.
È formata da estese pianure e basse colline; a sud presenta zone paludose in parte bonificate; a nord est un'ampia zona dei laghi.

### Clima
La Bielorussia è caratterizzata da un clima continentale con notevoli escursioni termiche. Le temperature medie invernali si aggirano sui -6 e -10 °C, e possono scendere sotto i -18 °C. Nelle notti invernali non è difficile raggiungere i -30 °C, anche se mediamente la temperatura si mantiene sui -20 °C. La neve copre il suolo per 3-4 mesi. Le precipitazioni non sono particolarmente abbondanti, rimanendo ovunque sotto i 750 mm/anno, con apporti maggiori in estate sotto forma di violenti temporali e rovesci.

## Società

### Demografia

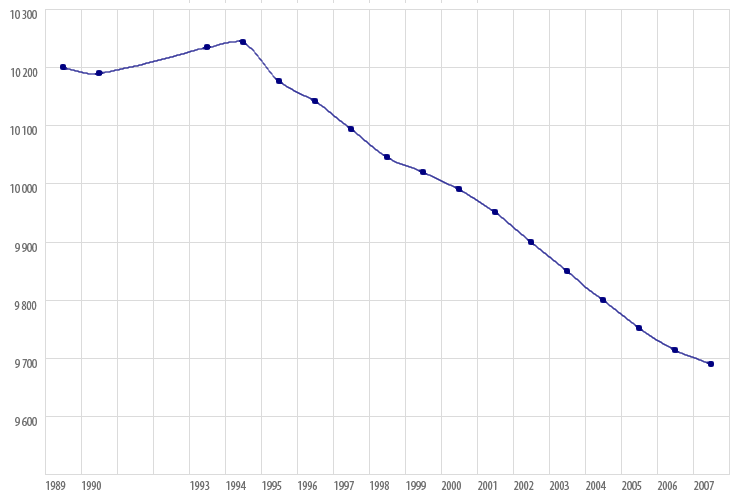
Andamento della popolazione della Bielorussia dal 1989 al 2007

La popolazione bielorussa vive un periodo di sensibile diminuzione della natalità, con prevalenza della mortalità sulla natalità (il 14,7 contro il 10,4 per mille), e un conseguente invecchiamento della popolazione. La mortalità infantile è del 13 per mille e la speranza di vita è di 68,73 anni.

### Etnie
La maggioranza della popolazione bielorussa fa parte del gruppo etnico dei bielorussi che costituisce l'83,7% del totale, su una popolazione di 9 470 400 abitanti. I russi sono il secondo gruppo etnico più grande. Seguono i polacchi e gli ucraini.
La minoranza polacca è concentrata principalmente nella regione di Hrodna, gli ucraini sono invece maggiormente presenti nella parte sud-ovest del Paese. Ci sono poi altre piccole minoranze etniche, quali ebrei, armeni, tatari, rom, azeri, lituani e altri ancora.
Seguono le percentuali dei gruppi etnici secondo i dati del censimento del 2009:
- Bielorussi 83,7%
- Russi 8,3%
- Polacchi 3,1%
- Ucraini 1,7%
- Ebrei 0,1%
- Armeni 0,1%
- Tatari 0,1%
- Rom 0,1%
- Azeri 0,1%
- Lituani 0,1%
- altri 2,8%

### Religione
Secondo il censimento del 2011 il 58,9% della popolazione è credente, mentre il 41,1% della popolazione non è religioso. Tra i religiosi, il 48,3% della popolazione è membro della Chiesa ortodossa bielorussa (esarcato della Chiesa ortodossa russa), il 7,1% sono cristiano-cattolici e il 3,3% sono membri di altre religioni.
- Cristiani 55,4%
  - Ortodossi 48,3%
  - Cattolici 7,1%
- Irreligiosi 41,1%
- Altro 3,3%

### Lingue
Le lingue ufficiali dello Stato sono il bielorusso e il russo dal 1995. Sebbene entrambe siano ufficiali e gran parte delle indicazioni siano scritte in bielorusso, la popolazione tende a parlare il russo. È molto difficile trovare qualcuno che parli solo il bielorusso, mentre è facile il contrario. Il russo è la lingua utilizzata dal 70% della popolazione, contro il 23% del bielorusso; il resto è rappresentato da minoranze linguistiche, tra cui il polacco e l'ucraino.
| Gruppo etnico      | censimento 2009                     | censimento 2009 | censimento 2009 | censimento 2019                     | censimento 2019 | censimento 2019 |
| Gruppo etnico      | Popolazione (migliaia di individui) | Bielorusso      | Russo           | Popolazione (migliaia di individui) | Bielorusso      | Russo           |
| ------------------ | ----------------------------------- | --------------- | --------------- | ----------------------------------- | --------------- | --------------- |
| Popolazione totale | 9.504                               | 23,4            | 70,2            | 9.413                               | 26              | 71,3            |
| Bielorussi         | 7.957                               | 26,1            | 69,8            | 7.990                               | 28,5            | 71              |
| Russi              | 785                                 | 2,1             | 96,5            | 706                                 | 2,5             | 97,2            |
| Polacchi           | 295                                 | 40,9            | 50,9            | 287                                 | 46              | 52,4            |
| Ucraini            | 159                                 | 6,1             | 88,4            | 159                                 | 6,5             | 89              |
| Ebrei              | 13                                  | 2,0             | 95,9            | 13                                  | 2,1             | 96,6            |

## Ordinamento dello Stato
La Bielorussia, indipendente dal 1991, è una repubblica presidenziale, governata dal presidente e dall'Assemblea nazionale, il parlamento. Secondo la costituzione del 1994, l'elezione del presidente dovrebbe avvenire ogni cinque anni; tuttavia, nel 1996 il termine fu prorogato a sette, quando Lukašėnka chiese con un controverso referendum di estendere il mandato presidenziale da cinque a sette anni, con il risultato che le elezioni presidenziali previste per il 1999 furono rimandate al 2001. Il referendum di estensione del 1996 fu denunciato come un "fantastico" falso da Viktar Hanchar, il funzionario elettorale capo, che fu rimosso dal suo incarico durante la campagna e sparì misteriosamente nel 1999.
L'Assemblea Nazionale è un parlamento bicamerale e comprende i 110 membri della Camera dei Rappresentanti (camera bassa) e i 64 membri del Consiglio della Repubblica (camera alta).
La Camera dei Rappresentanti ha il potere di nominare il primo ministro, di apportare modifiche alla costituzione e di promuovere un voto di fiducia nei confronti del primo ministro, inoltre svolge funzioni consultive, predisponendo pareri in materia di politica interna ed estera.
Il Consiglio della Repubblica ha il potere di scegliere i vari funzionari di governo e di approvare o respingere le leggi varate dalla Camera dei Rappresentanti.
Ogni camera ha la facoltà di opporsi alle leggi redatte dalle autorità locali, se contrarie alla costituzione bielorussa.

### Costituzione
La Costituzione della Bielorussia è stata adottata tre anni dopo la dichiarazione d'indipendenza dall'URSS, nel 1994. È stata successivamente modificata nel 1996 e nel 2004.

### Suddivisioni amministrative
Al più alto livello amministrativo la Bielorussia è divisa in sei regioni (вобласці - voblasci, pronuncia [ˈvobɫasʲtsʲ]; singolare вобласць - voblasć) e un territorio della capitale (gorad, ovvero "città"), ossia la città di Minsk.
1. Città di Minsk
2. Regione di Brėst (Brėst)
3. Regione di Homel' (Homel')
4. Regione di Hrodna (Hrodna)
5. Regione di Mahilëŭ (Mahilëŭ)
6. Regione di Minsk (Minsk)
7. Regione di Vicebsk (Vicebsk)

(Nota: i centri amministrativi sono tra parentesi).
Le regioni sono ulteriormente divise in distretti (raëny).

### Città principali

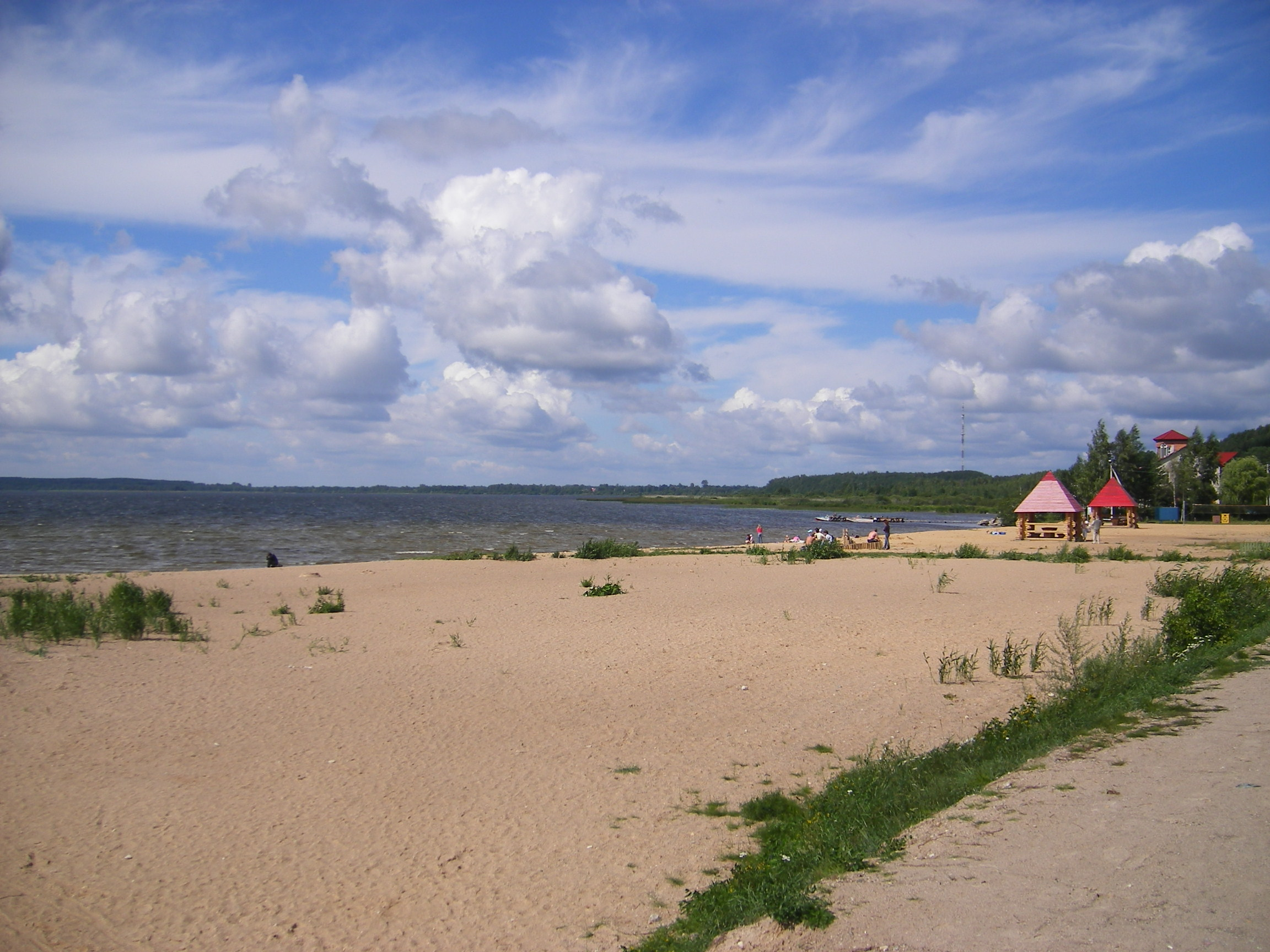
Spiaggia libera a Braslav

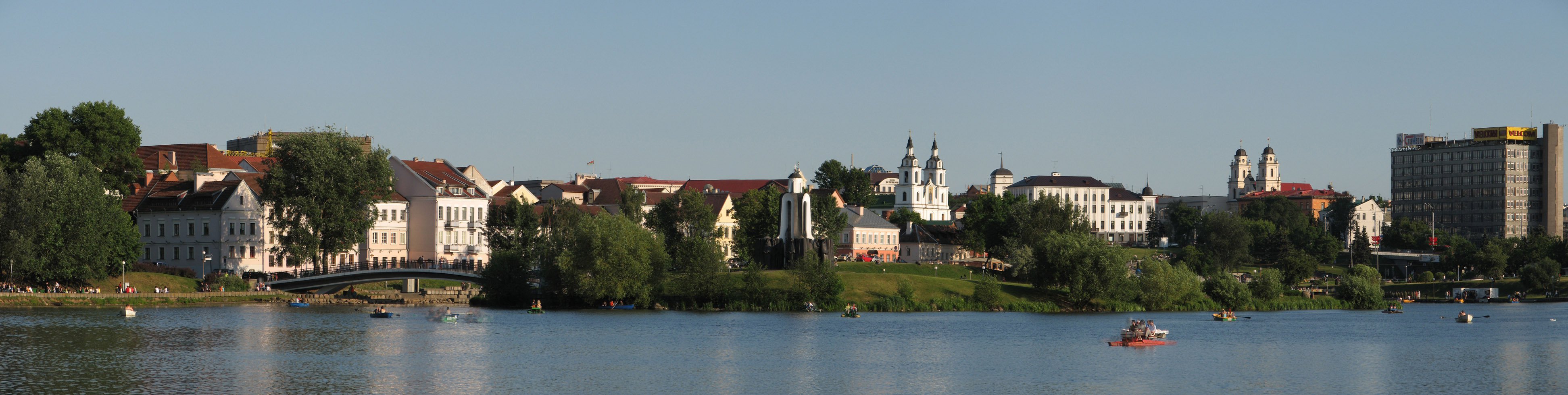
Il centro storico di Minsk e il fiume Svisloč

| #  | Città       | Città       | Città       | Città       | Popolazione | Anno |
| #  | Bielorusso  | Bielorusso  | Russo       | Russo       | Popolazione | Anno |
| -- | ----------- | ----------- | ----------- | ----------- | ----------- | ---- |
| 1  | Minsk       | Мінск       | Minsk       | Минск       | 2 018 281   | 2019 |
| 2  | Homel'      | Гомель      | Gomel'      | Гомель      | 536 900     | 2019 |
| 3  | Mahilëŭ     | Магілёў     | Mogilёv     | Могилёв     | 383 300     | 2019 |
| 4  | Vicebsk     | Віцебск     | Vitebsk     | Витебск     | 378 460     | 2019 |
| 5  | Hrodna      | Гродна      | Grodno      | Гродно      | 373 500     | 2019 |
| 6  | Brėst       | Брэст       | Brest       | Брест       | 351 000     | 2019 |
| 7  | Babrujsk    | Бабруйск    | Bobrujsk    | Бобруйск    | 216 800     | 2019 |
| 8  | Baranavičy  | Баранавічы  | Baranoviči  | Барановичи  | 179 000     | 2019 |
| 9  | Barysaŭ     | Барысаў     | Borisov     | Борисов     | 142 700     | 2019 |
| 10 | Pinsk       | Пінск       | Pinsk       | Пинск       | 138 000     | 2019 |
| 11 | Orša        | Орша        | Orša        | Орша        | 114 100     | 2019 |
| 12 | Mazyr       | Мазыр       | Mozyr'      | Мозырь      | 112 300     | 2019 |
| 13 | Salihorsk   | Салігорск   | Saligorsk   | Солигорск   | 101 400     |      |
| 14 | Navapolack  | Наваполацк  | Novopolock  | Новополоцк  | 101 300     |      |
| 15 | Lida        | Ліда        | Lida        | Лида        | 100 000     |      |
| 16 | Maladzečna  | Маладзечна  | Molodečno   | Молодечно   | 100 000     |      |
| 17 | Polack      | Полацк      | Polock      | Полоцк      | 82 800      |      |
| 18 | Žlobin      | Жлобін      | Žlobin      | Жлобин      | 72 800      |      |
| 19 | Svetlahorsk | Светлагорск | Svetlogorsk | Светлогорск | 71 700      |      |
| 20 | Rėčica      | Рэчыца      | Rečica      | Речица      | 66 200      |      |
| 21 | Sluck       | Слуцк       | Sluck       | Слуцк       | 62 300      |      |
| 22 | Žodzina     | Жодзіна     | Žodino      | Жодино      | 61 000      |      |
| 23 | Slonim      | Слонім      | Slonim      | Слоним      | 51 600      |      |
| 24 | Kobryn      | Кобрын      | Kobrin      | Кобрин      | 51 000      |      |

## Politica
La Bielorussia è membro e fondatore dell'Unione Russia-Bielorussia dal 1996.

## Istruzione

### Università
Il 30 ottobre 1921 venne istituita l'Università statale bielorussa .

## Economia
Nel 2001 la Bielorussia si è classificata al 53º posto su 189 Paesi per l'Indice di sviluppo umano dell'ONU, con un punteggio di 0,804, ed è nel gruppo di Stati con "sviluppo molto elevato". Con un sistema sanitario pubblico, ha un tasso di mortalità infantile molto basso del 9,3 per mille. Il tasso di medici pro capite è di 4,5 per 1 000 abitanti e il tasso di alfabetizzazione è stimato al 99,6%. Il tasso di disoccupazione è del 2,3%. Secondo il Programma di sviluppo delle Nazioni Unite, il coefficiente di Gini è uno dei più bassi in Europa, il che sta a indicare una distribuzione molto omogenea del reddito tra la popolazione'.

### Industria

#### Settore automobilistico e ferroviario
- Minskij Avtomobil'nyj Zavod (MAZ) - produttore di autocarri diversi, bus, filobus e macchine speciali;
- Belarusskij Avtomobinnyj Zavod (BELAZ) - uno dei maggiori produttori mondiali di mezzi d`opera medi e grandi; produce anche trattori aeroportuali e veicoli speciali;
- Minskij Traktarnyj Zavod (MTZ) - produttore di trattori agricoli e macchine speciali;
- Minskij Zavod Kolesnych Tjagačej (MZKT) - produttore di trattori stradali e fuoristrada delle misure grandi;
- Belkommunmaš (BKM) - produttore di filobus, bus elettrici, tram;
- BelGee - produttore di autovetture cinesi Jeely;
- Mogilevtransmash (MTM) - produttore di rimorchi, semirimorchi e piattaforme stradali;
- Kupava - produttore di furgoni, chioschi mobili e roulotte;
- Zavod Neman (filiale di MZKT) - produttore di autobus medi con pianale IVECO;
- Amkodor - produttore di macchine stradali;
- Stadler Minsk - produttore di treni elettrici urbani e suburbani, metropolitana e tram;
- Minskij Motovelozavod - produttore di motociclette leggere, medie e sportive, biciclette e carrelli per i bambini;
- Gomselmash - produttore di macchine agricole e mietitrebbiatrici (marchi GS).

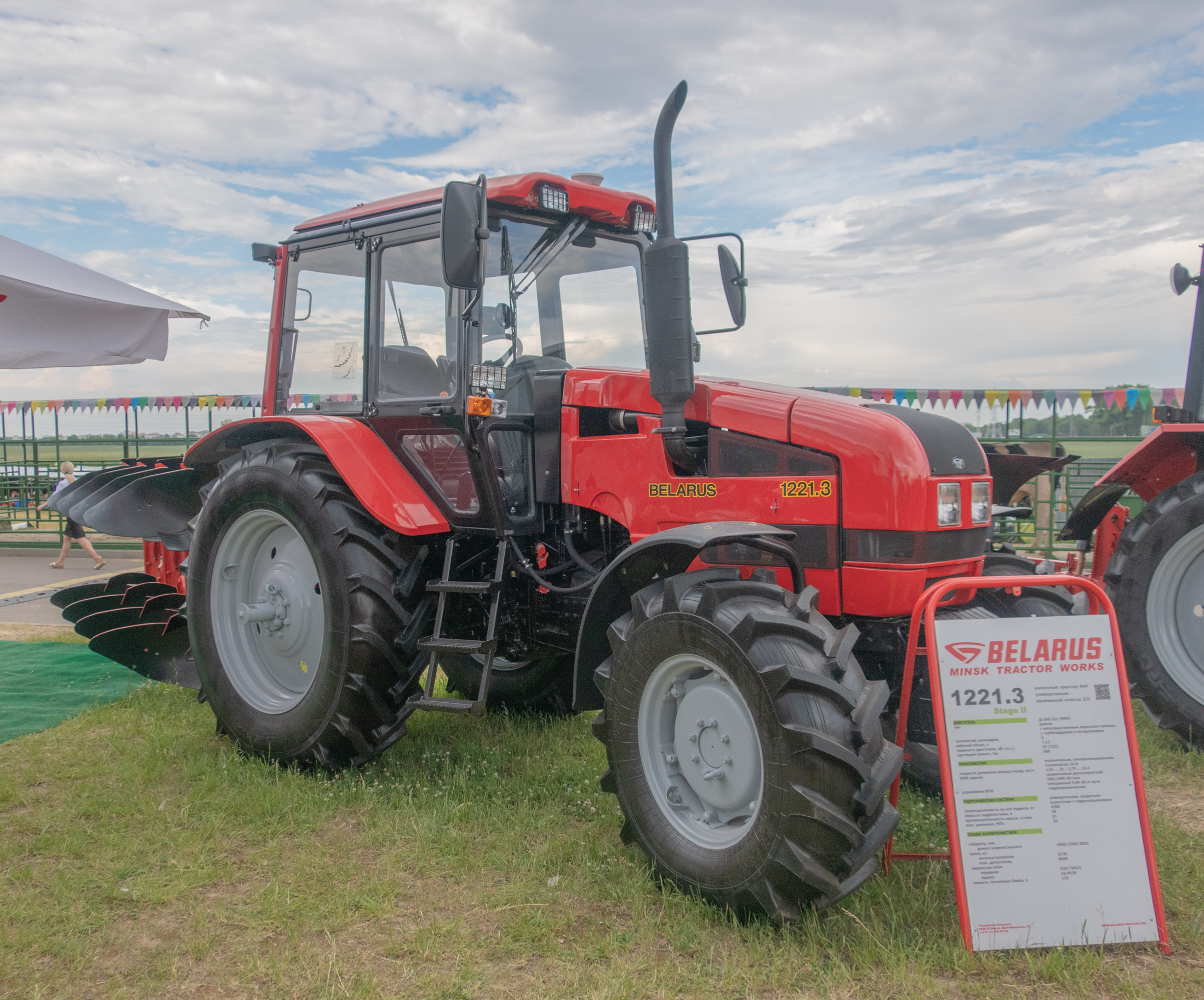
Trattore agricolo MTZ-1221.3

#### Petrolchimica
La petrolchimica della Bielorussia è basata principalmente sulle risorse minerarie del sottosuolo.
- Naftan (Novopolotsk) - raffineria di petrolio, produttore di oli lubrificanti;
- Mozyrskiy NPZ - raffineria di petrolio, produttore di benzina e gasolio;
- Polymir (Novopolotsk) - produzione di polimeri e plastiche (LDPE, HDPE, PP, PS);
- Grondoazot - produttore di fertilizzanti nitrici;
- Mogilevchimvolokno - produttore di fibre di poliesteri e pellicole in polietilene;
- Polotskchimvolokno - produttore di fibre di vetro e materie prime per il settore di isolanti;
- Grodnochimvolokno - produzione di poliammidi;
- Belaruskaliy - produttore di fertilizzanti a base di potassio (cloruro di potassio e gli altri);
- Belshina - produttore di pneumatici per autovetture, autocarri e bus, mezzi d`opera grandi, trattori agricoli e macchine stradali.

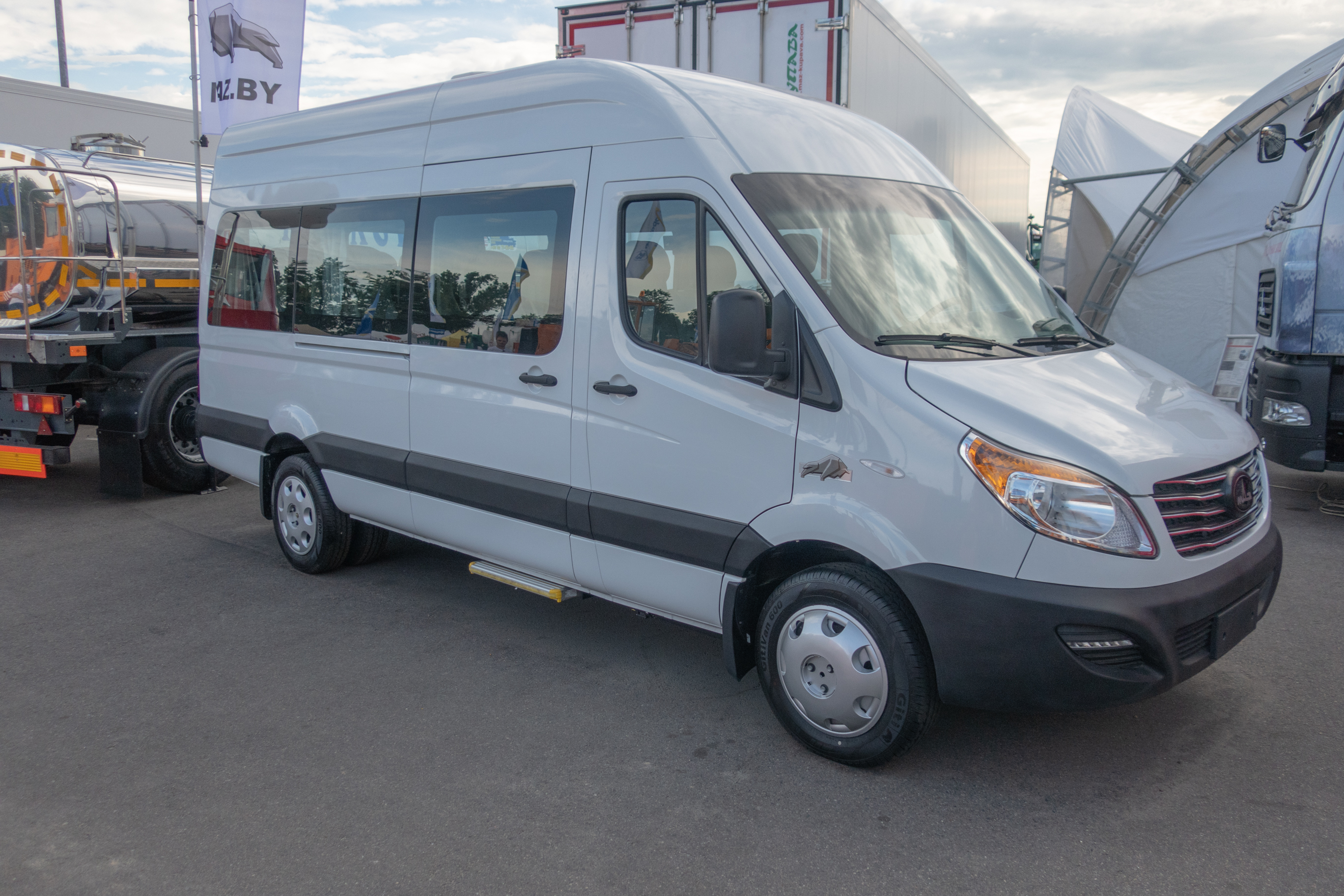
Nuovo modello di pulmino MAZ-281

#### Microelettronica
- Atlant-M (Minsk) - produttore di elettrodomestici (frigoriferi Atlant, lavatrici);
- Horizont (Minsk) - produttore di schermi elettronici e TV;
- Vityas (Vicebsk) - produttore di schermi e LCD televisori (Vityas);
- Great Stone

#### Altre fabbriche e stabilimenti
- Mogilevliftmash (Mogilev) - produttore di ascensori, scale mobili, parcheggi automatici, motori elettrici;
- Bielorusso stabilimento d`acciaio (BMZ) (Žlobin).

### Agricoltura
Il terreno, essendo poco fertile, non è molto adatto alle coltivazioni agricole, anche se alcune colture specializzate, come quella del lino, fruttano un discreto introito.
Nel settore primario si coltivano soprattutto cereali e patate e si allevano bovini.
Nel 1986 le regioni meridionali bielorusse furono colpite dall'incidente della centrale nucleare di Černobyl'. Questo incidente danneggiò gravemente l'economia della Bielorussia, causando gravi danni da contaminazione radioattiva alle coltivazioni e all'allevamento, oltre che un drastico calo nelle esportazioni. Dal 5% al 7% della spesa pubblica in Bielorussia è costituito da varie forme di risarcimento dei danni fatti dalla radioattività, per l'inquinamento provocato alla catena alimentare.
Nel 2024, il 12% del territorio del Paese era ancora contaminato dalle radiazioni.

### Forze Armate
La Bielorussia possiede solo le forze armate di terra e aeree, non avendo sbocchi sul mare. Le forze armate di terra sono composte da molti carri armati e veicoli. Numerose sono anche le riserve di artiglieria. Riguardo alle forze aeree, i principali aeroporti militari sono Minsk, Homel' e Hrodna. Molte basi si trovano anche nell'entroterra per ragioni di sicurezza.
Durante il periodo sovietico, la Bielorussia era il nodo cruciale delle relazioni tra NATO, Unione europea e Unione Sovietica, oltreché una grande stazione di intelligence.

### Trasporti

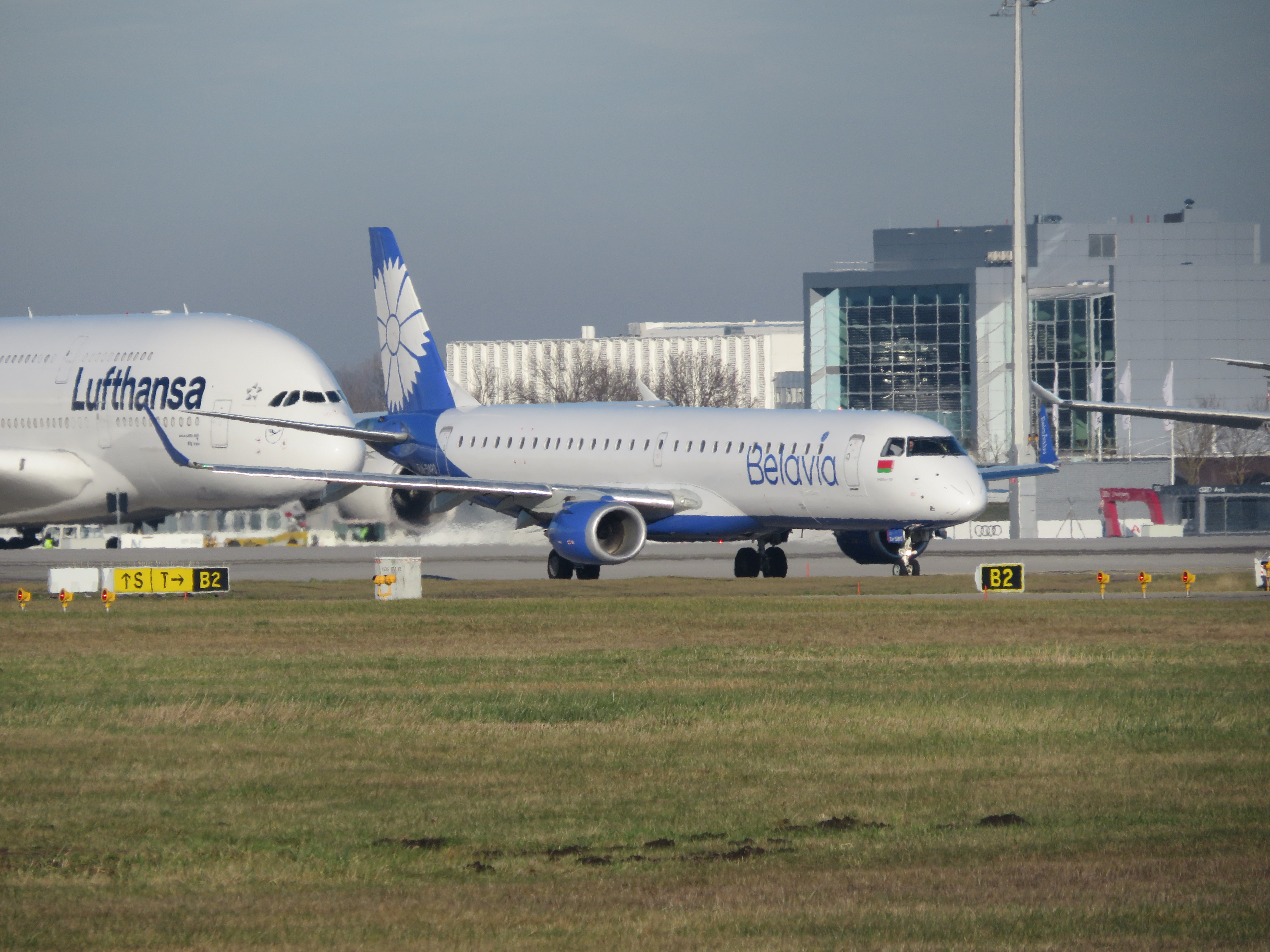
Il nuovo Embraer-195LR di Belavia

#### Aviazione
In Bielorussia operano sei aeroporti civili; quello principale è l'aeroporto di Minsk. Per la manutenzione degli aeromobili lavorano tre fabbriche speciali (in russo: авиаремонтные заводы) a Minsk, Baranavičy e Orša.

##### Aeroporti
- Aeroporto nazionale di Minsk;
- Aeroporto di Homel';
- Aeroporto di Vicebsk;
- Aeroporto di Mahilëŭ;
- Aeroporto di Brėst;
- Aeroporto di Hrodna.

##### Manutenzione e riparazione degli aerei ed elicotteri
- Fabbrica di Aviazione Civile di Minsk;
- Fabbrica di Aviazione Civile di Baranovici;
- Orscianskiy AviaRemontniy Zavod (OARZ) - revisione e riparazione capitale di elicotteri (Mi-2, Mi-8, Mi-17, Mi-26) e aerei cargo Ilyushin Il-76.

##### Compagnie aeree
- Compagnia aerea bielorussa Belavia Belarusian Airlines;
- Compagnia aerea cargo TransAviaExport;
- Compagnia aerea cargo Rubystar;
- Compagnia aerea cargo Rada Airlines;
- Compagnia aerea cargo Genex;
- Compagnia aerea business aviazione BySky.

#### Ferrovie
Ferrovia Bielorussa (in bielorusso: БЧ, in russo: БЖД) - operatore principale statale di trasporto ferroviario passeggeri e merci.

#### Trasporto stradale

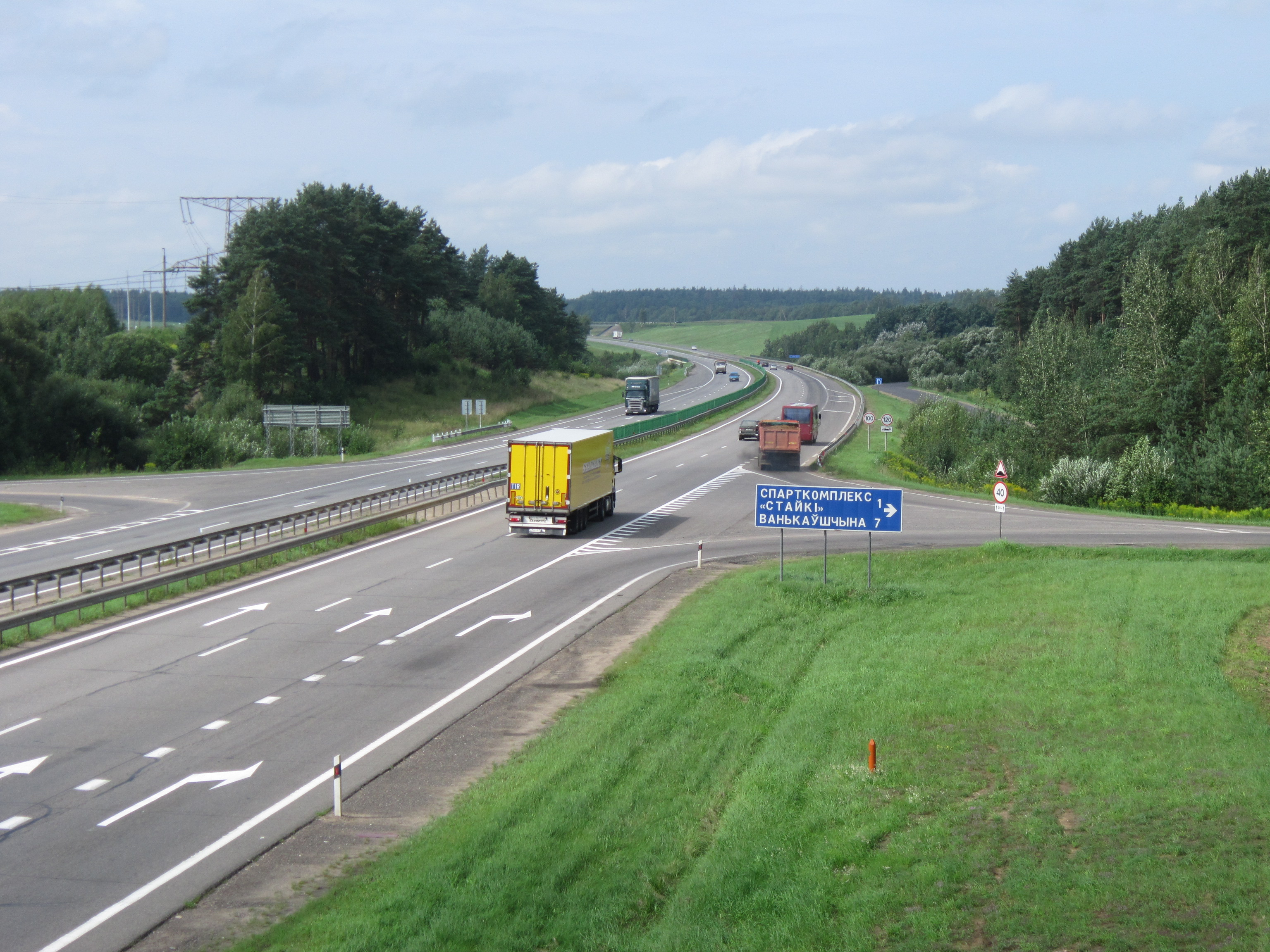
L'autostrada M1

La Bielorussia ha una rete per il trasporto stradale. Tra le strade principali:
- M1 (E30) - autostrada Mosca - Minsk - Brest dalla frontiera con la Russia fino alla frontiera con la Polonia (Ponte di Varsavia);
- M2 - Minsk - Aeroporto Nazionale di Minsk;
- M3 - Minsk - Vitebsk;
- M4 - Minsk - Mahilëŭ;
- M5 (E271) - Minsk - Babrujsk - Homel';
- M6 - Minsk - Hrodna - frontiera con la Polonia;
- M7 (E28) - Minsk - frontiera con la Lituania (poi va a Vilnius);
- M8 (E95) - da San Pietroburgo arriva tramite la frontiera Russa-Bielorussa (regione di Pskov) - Vitebsk - Orša - Mahilëŭ - Homel' - frontiera con l`Ucraina (regione di Kiev);
- M9 - MCAD (anello tangenziale di Minsk);
- M10 - frontiera con la Russia - Homel' - Pinsk - Kobryn;
- M14 (MCAD-2) - nuovo anello per il traffico in transito, che permette di evitare l'avvicinamento a Minsk.

La Bielorussia possiede un trasporto pubblico stradale e su rotaia ben sviluppato. Il sistema di trasporto pubblico comprende:
- Trasporto urbano e suburbano della Città di Minsk (metropolitana, bus, filobus, tram, treni suburbani);
- Reti di autobus urbano nelle città principali;
- Reti filoviarie a Homel', Mahilëŭ, Vitebsk, Hrodna, Brest, Babrujsk;
- Reti tranviarie a Vitebsk, Navapolatsk e Mazyr);
- Linee suburbane nei tutti i distretti delle regioni di Bielorussia;
- Linee interurbane regionali e nazionali.

## Tradizioni

### Gastronomia

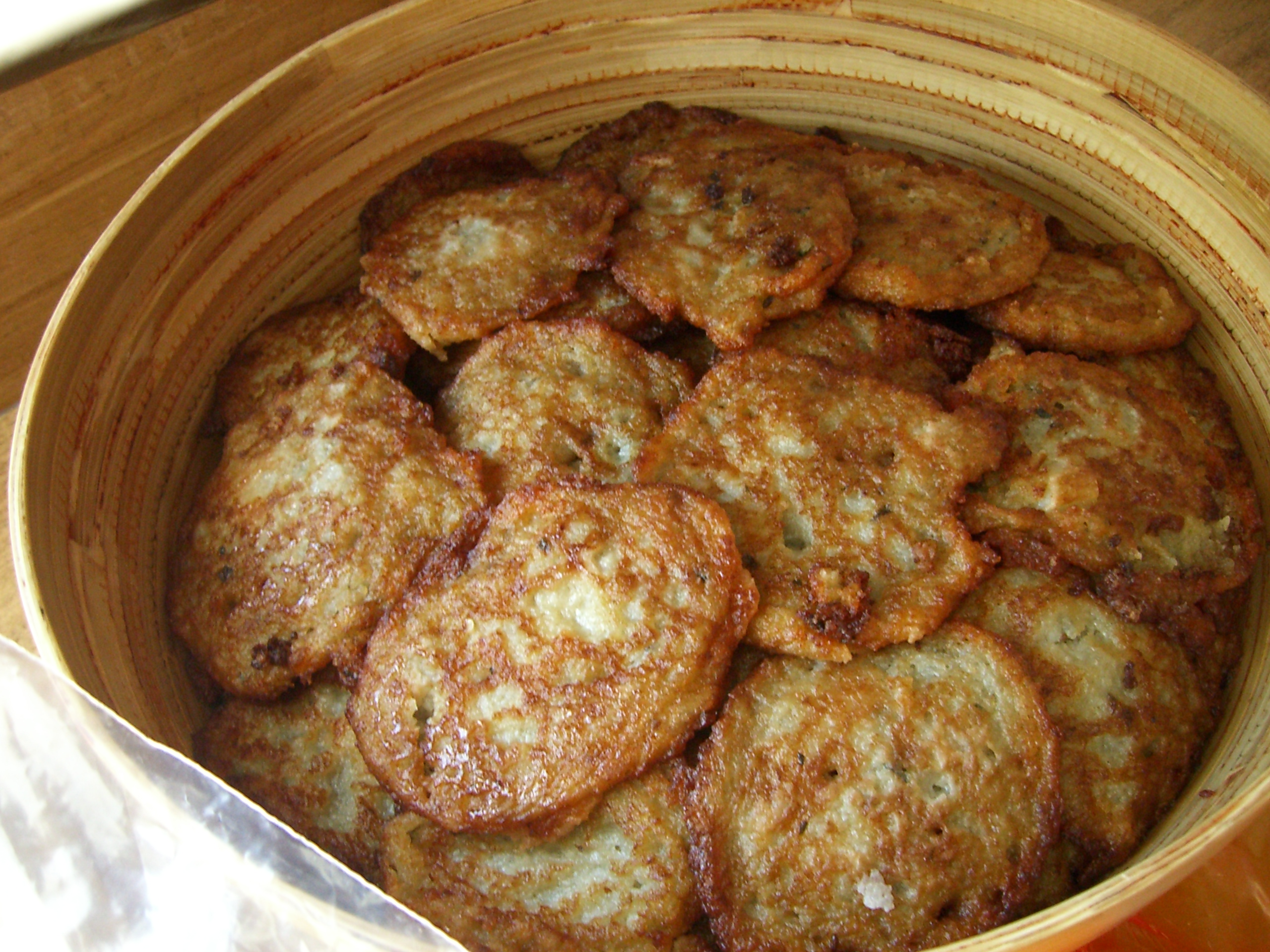
I draniki, il piatto nazionale

La cucina bielorussa è formata principalmente da verdure, tuberi (soprattutto patate), carne (specialmente maiale) e pane. I cibi vengono solitamente cotti lentamente o in umido. Solitamente i bielorussi fanno una colazione leggera e due pasti abbondanti, dei quali la cena è il pasto principale della giornata. Frumento e pane di segale sono cibi di uso comune, ma la segale è più abbondante, in quanto le condizioni climatiche non permettono la coltivazione del grano. Tradizionalmente, quando si saluta un ospite o un visitatore, per dimostrare ospitalità vengono offerti pane e sale. Tipica ricetta della cucina bielorussa è costituita dalla babka.

## Festività nazionali
- 3 luglio – Giorno dell'indipendenza della Bielorussia

Altre festività civili e religiose in Bielorussia sono:
- 1º gennaio – Capodanno civile
- 7 gennaio – Natale ortodosso
- 23 febbraio – Festa del Difensore della patria
- 8 marzo – Giornata internazionale della donna
- 2 aprile – Giornata dell'Unità dei popoli della Russia e della Bielorussia
- 1º maggio – Festa dei Lavoratori
- 9 maggio – Giorno della Vittoria (in russo День Победы, Den' Pobedy; in bielorusso Дзень Перамогi, Dzen' Peramohi)[36]. Fine del fronte orientale della seconda guerra mondiale (liberazione di Berlino - avvenuta l'8 maggio)
- 7 novembre – Anniversario della Rivoluzione d'ottobre
- 25 dicembre – Natale cattolico

Lo scambio dei doni avviene la notte del 31 dicembre, quando secondo la tradizione Babbo Natale, che prende il nome di Nonno Gelo (in russo Дед Мороз, ded moroz; in bielorusso Дзед Мароз dzed maroz), porta i doni; l'albero di Natale si chiama "Abete di Capodanno". Esiste anche in Bielorussia la tradizione del Vecchio Nuovo Anno russo.

## Cultura

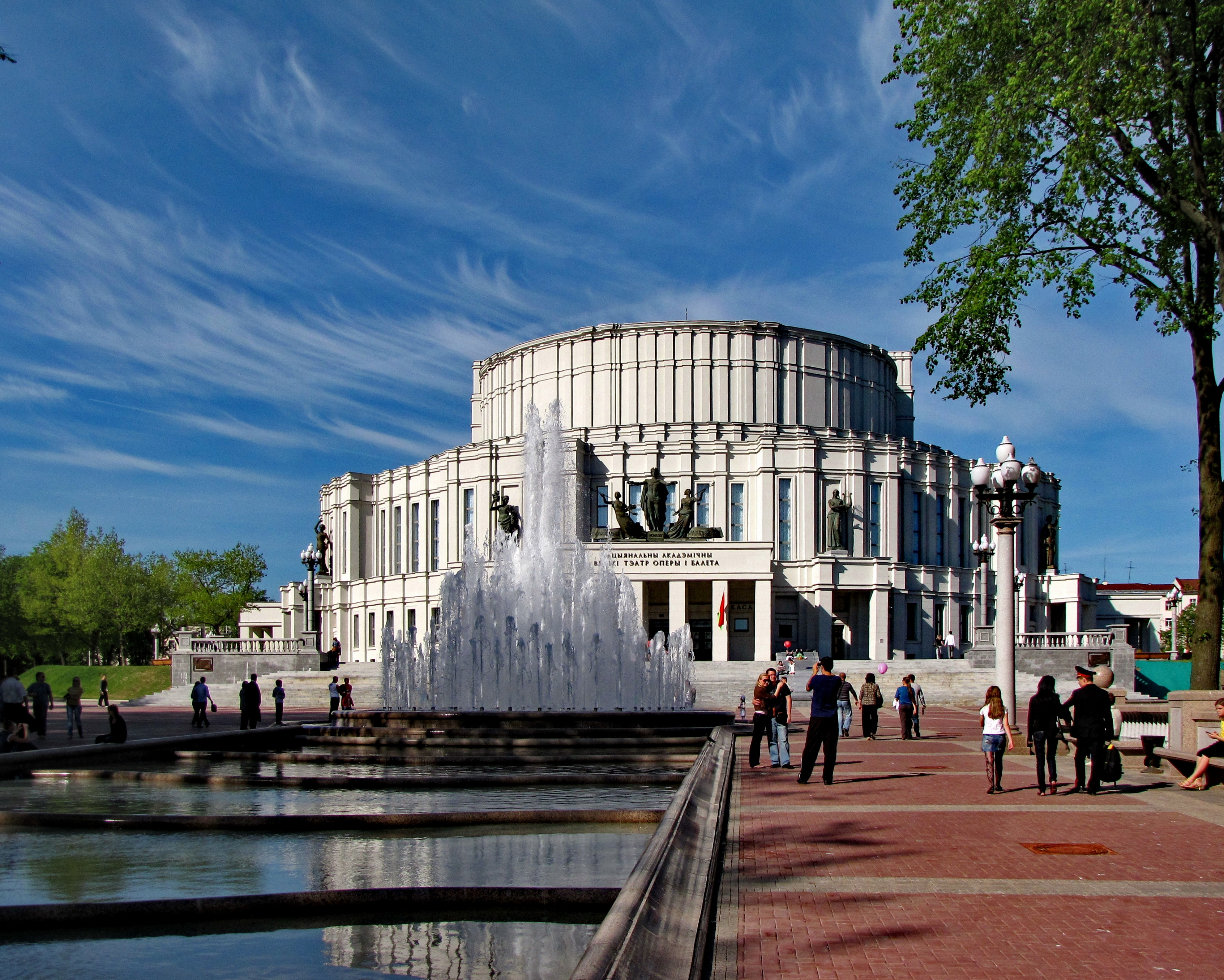
Il Teatro dell'Opera di Minsk

### Letteratura
La letteratura bielorussa e la sua lingua, che appartiene al gruppo delle lingue slave, si affermano nel XVI secolo con Francysk Skaryna, il primo traduttore della Bibbia in bielorusso e in genere in una lingua orientale.
Nel XX secolo la produzione letteraria bielorussa raggiunge i suoi massimi vertici con Janka Kupala e Jakub Kolas, autore di romanzi di carattere sociale. Va inoltre menzionata Svjatlana Aleksievič (in bielorusso: Святлана Аляксандраўна Алексіевіч?; Stanislav, 31 maggio 1948), giornalista e scrittrice di lingua russa, prima scrittrice bielorussa a vincere il Premio Nobel per la letteratura nel 2015, autrice di varie opere, tra cui La guerra non ha un volto di donna (1985).
Nel XX secolo è importante anche la figura di Vasil' Bykov.

### Arte

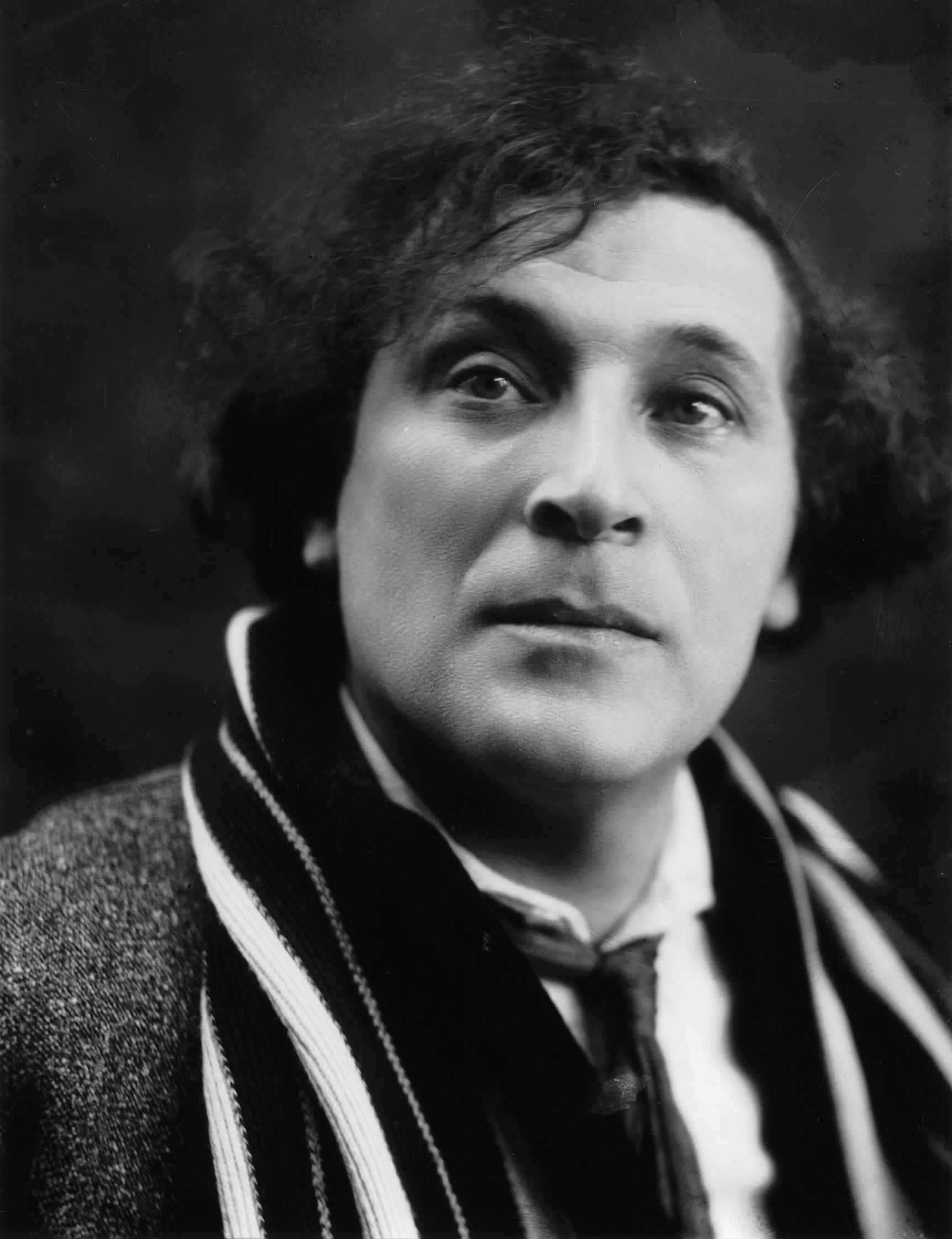
Marc Chagall, nel 1920.

Nel XX secolo spicca la grande personalità di Marc Chagall (nome ebraico Moishe Segal; nome russo Mark Zacharovič Šagal), pittore ebreo chassidico russo nato a Lëzna nell'attuale Bielorussia, e naturalizzato francese, uno dei principali esponenti della Scuola di Parigi.

### Patrimoni dell'umanità
Alcuni siti bielorussi sono stati iscritti nella Lista dei patrimoni dell'umanità dell'UNESCO.

### Musica

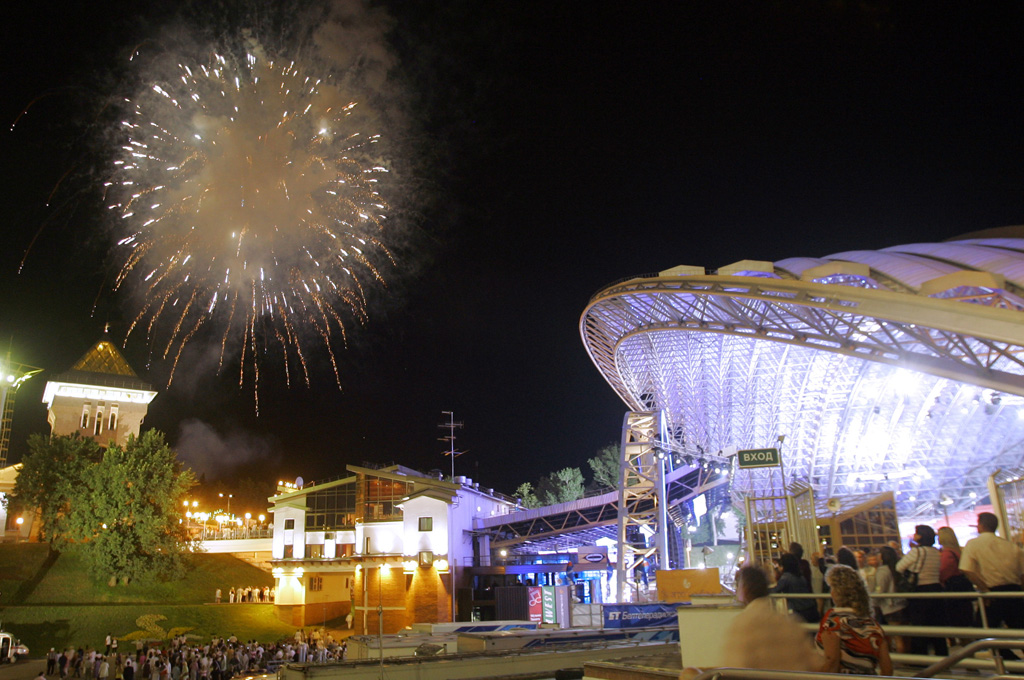
Chiusura del festival Slavianskiy Bazar

Il concorso e la festa musicale annuale Slavianskiy Bazar si svolgono ogni estate nella città di Vitebsk. Tra i cantanti bielorussi più conosciuti, vi sono, Larysa Aleksandroŭskaja e Ruslan Alechna.

### Danza
Una tipica danza bielorussa viene chiamata liavonica.

## Scienza e tecnologia
Per quanto concerne l'aspetto scientifico da ricordare Žores Ivanovič Alfërov, noto per i suoi contributi alla fisica moderna della eterostruttura; fu Premio Nobel per la fisica, nel 2000.

### La Bielorussia nello spazio
- 27 settembre 1973 Pëtr Klimuk è il primo bielorusso a volare nello spazio.
- 26 luglio 2006: viene lanciato BelKA, il primo satellite della Bielorussia indipendente (lancio fallito).
- 22 luglio 2012: viene lanciato con successo BelKA-2.
- 23 marzo 2024: Marina Vasilevskaja è la prima bielorussa ad andare nello spazio.

## Sport

### Atletica
Tra gli atleti bielorussi che si sono maggiormente affermati nel panorama internazionale va ricordata Natallja Šykolenka, nel lancio del giavellotto, medaglia d'oro mondiale ai Campionati del mondo di atletica leggera 1995 disputatisi in Svezia.

### Biathlon
La squadra bielorussa di biathlon è tra le più forti al mondo. La biatleta Dar"ja Domračava è la più titolata delle Olimpiadi, con sei medaglie, di cui quattro d'oro. Vanta complessivamente 6 coppe del mondo, di cui una generale. Nadzeja Skardzina è invece la biatleta con il più alto numero di "zeri" (gare concluse senza alcun errore al poligono) della storia.
Una delle vittorie più significative della nazionale bielorussa è quella della staffetta olimpica femminile di Pyeongchang 2018.

### Tennis
La Bielorussia vanta come migliore risultato a livello nazionale il 2º posto nella finale Fed Cup 2017 femminile, dove è stata sconfitta dagli USA per 2-3. La più grande tennista bielorussa di sempre è considerata Viktoryja Azaranka, vincitrice di due prove del Grande Slam e numero uno del mondo tra il 2012 e il 2013; ma sono notevoli anche i risultati ottenuti da Aryna Sabalenka, nº1 del mondo in singolare ed ex nº1 in doppio e Nataša Zvereva arrivata alla quinta posizione mondiale in singolo e alla prima in doppio, specialità in cui vanta l'incredibile numero di 31 finali Slam, di cui 18 vinte. Altri nomi di rilievo sono Aljaksandra Sasnovič e Vol'ha Havarcova tra le donne, Maks Mirny e Il'ja Ivaška tra gli uomini.

### Hockey su ghiaccio
La Nazionale di hockey su ghiaccio maschile della Bielorussia ha ottenuto un buon quarto posto ai XIX Giochi olimpici invernali di Salt Lake City, nel 2002.

### Calcio
La Nazionale di calcio della Bielorussia al momento non ha ottenuto grandi risultati: nata dopo la separazione della Bielorussia dall'URSS, ha come attuale capocannoniere Maksim Ramaščanka, con 20 reti, e tra i giocatori di rilievo, tra gli altri, Aljaksandr Hleb e Sjarhej Hurėnka.

### Giochi olimpici
Tra le atlete olimpiche bielorusse più medagliate va ricordata Dar"ja Domračava, nel Biathlon, con quattro ori, un argento e un bronzo.
La prima atleta bielorussa a ottenere una medaglia d'oro olimpica fu Kacjaryna Karstėn, nel canottaggio, ad Atlanta 1996.
La prima medaglia olimpica per la Bielorussia fu la medaglia d'argento vinta nel pattinaggio di velocità da Ihar Žaljazoŭski, ai Giochi olimpici invernali di Lillehammer 1994.
L'atleta bielorusso più titolato ai Giochi olimpici è Vital' Ščėrba, nella ginnastica artistica, con sei ori e quattro bronzi.